# Hydroptila nusagandia
Hydroptila nusagandia är en nattsländeart som beskrevs av Harris och Ralph W. Holzenthal 1999. Hydroptila nusagandia ingår i släktet Hydroptila och familjen smånattsländor. Inga underarter finns listade i Catalogue of Life.